# Cloruro di vanadio(III)
Il cloruro di vanadio(III) o tricloruro di vanadio è il composto inorganico binario con formula VCl3. In condizioni normali è un solido di colore viola scuro, molto igroscopico e sensibile all'ossidazione. VCl3 è disponibile in commercio. Viene usato industrialmente come catalizzatore per produrre gomme e polietilene, e come precursore per la sintesi di altri composti di vanadio.

## Storia
Il composto VCl3 fu ottenuto per la prima volta nel 1869 da Henry Enfield Roscoe, per decomposizione termica di VCl4.

## Struttura molecolare e configurazione elettronica

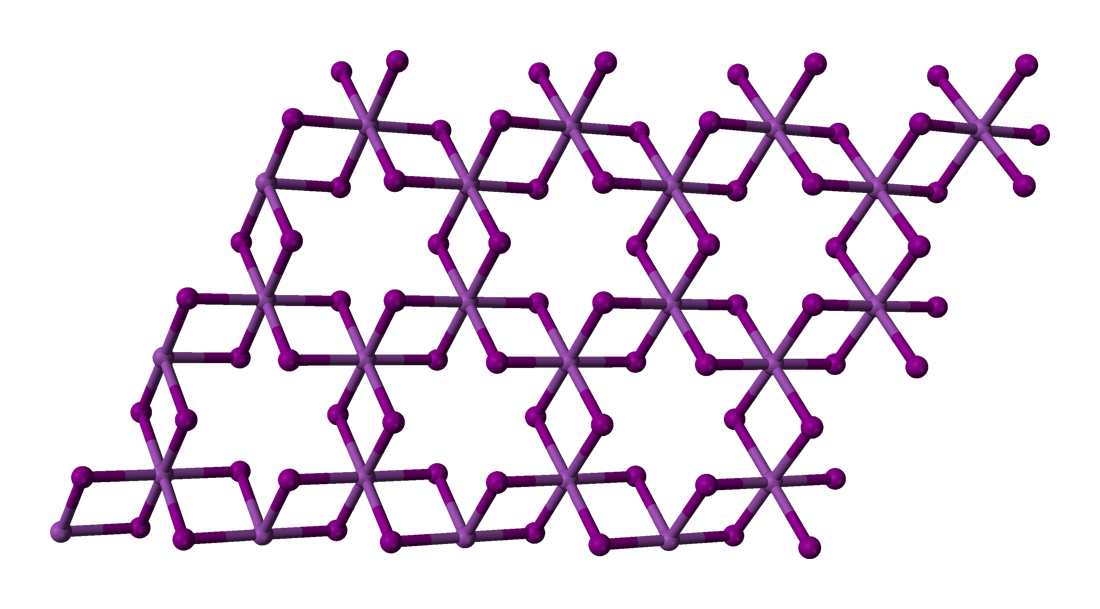
Struttura a strati di BiI_{3}, analoga a quella di VCl_{3}

VCl3 è un solido polimerico. Allo stato solido possiede una struttura cristallina esagonale analoga a quella dello ioduro di bismuto, gruppo spaziale R3 con costanti di reticolo a = 601 pm e c = 1734 pm, sei unità di formula per cella elementare. Gli atomi di vanadio risultano esacoordinati. La struttura può essere descritta come un impacchettamento compatto esagonale di anioni cloruro, mentre i cationi V3+ sono situati in uno strato sì e uno no, occupando i due terzi degli interstizi ottaedrici. Lo ione V3+ ha configurazione elettronica d 2, e i due elettroni spaiati rendono paramagnetico il composto.

## Sintesi
VCl3 si può preparare in vari modi.
Una possibilità è riscaldare VCl4 a 160-170 °C usando un flusso di gas inerte per allontanare il cloro:
2 VCl4 → 2 VCl3 + Cl2
Si può ottenere anche per sintesi diretta facendo reagire in un tubo sigillato cloro liquido
con vanadio metallico:
2 V + 3 Cl2 → 2 VCl3
Alcune altre possibilità sono:
V2O3 + 3 SOCl2 → 2 VCl3 + 3 SO2
5 V2O5 + 6 S2Cl2 → 4 VCl3 + 5 SO2 +7 S

## Reattività
VCl3 è un composto molto igroscopico e molto sensibile all'ossidazione. È anche molto sensibile alla presenza di ossigeno, che provoca la formazione di ossicloruri come VOCl, VOCl2 e VOCl3.
Sciolto in acqua forma lo ione esaaquo [V(H2O)6]3+. Da queste soluzioni si può ottenere il sale idrato VCl3•6H2O che in realtà ha struttura trans-[V(H2O)4Cl2]Cl•2H2O.
In soluzione in presenza di altri leganti si formano complessi paramagnetici, vista la configurazione elettronica d2 dello ione V3+. In genere si formano complessi ottaedrici tipo [VL6]3+, [VCl2L4]+, [VCl3L3] o [VCl6]3–, ma sono possibili anche altre geometrie, come ad esempio [VCl4]– (tetraedrico) e [V(CN)7]4–
(bipiramide pentagonale).

## Tossicità / Indicazioni di sicurezza
VCl3 è disponibile in commercio. Il composto provoca gravi ustioni cutanee e gravi lesioni oculari. È nocivo per ingestione. Non ci sono evidenze di effetti cancerogeni. Non sono disponibili dati su effetti ambientali.